# Merle Louise
Merle Louise, all'anagrafe Merle Louise Letowt e coniugata Simon (New York, 15 aprile 1934 – Lake Katrine, 11 gennaio 2025) è stata un'attrice teatrale e soprano statunitense, nota soprattutto come interprete di musical a Broadway.

## Biografia
Nata a Manhattan nel 1934, crebbe a Bethlehem e cominciò a recitare durante le superiori. Esordì a Broadway nel 1959 interpretando Thelma nel musical Gypsy: A Musical Fable, in cui sarebbe tornata a recitare anche nel primo tour nazionale nel ruolo di Baby June. Nel 1970 fu Susan nella prima mondiale del musical Company di Stephen Sondheim a Broadway. La sua carriera sarebbe stata legata all'opera di Sondheim, recitando anche nelle prima assolute di diversi suoi musical. Nel 1979 interpretò Lucy Barker nel musical Sweeney Todd, per cui vinse il Drama Desk alla miglior attrice non protagonista in un musical. Nel 1987 lavorò nel suo ultimo musical di Sondheim, Into the Woods, in cui interpretava la nonna di Cappuccetto rosso, la madre di Cenerentola e la gigantessa.
Nel corso della sua carriera lavorò anche con altri dei maggiori compositori del teatro musicale statunitense, tra cui Jerry Herman (recitando come Madame Dindon nella produzione originale di La Cage aux Folles, 1983) e John Kander (Kiss of the Spider Woman a Londra e Broadway, rispettivamente nel 1992 e nel 1993). Nel 2008 recitò a Broadway per l'ultima volta, nel musical Billy Elliot.
È morta nel 2025 all'età di novant'anni.